# Luật Tiếp công dân 2013
Luật Tiếp công dân 2013 (số ký hiệu: 42/2013/QH13) là văn bản quy phạm pháp luật đầu tiên quy định toàn diện và có hiệu lực hiện hành về việc tiếp công dân của khối cơ quan nhà nước và "chủ thể công" ở Việt Nam, được ban hành năm 2013 bởi Quốc hội Việt Nam khóa XIII. Vấn đề tiếp công dân được xem như là một khía cạnh thể hiện rõ thái độ của tổ chức chính trị, cơ quan công quyền đối với người dân, có vai trò củng cố mối quan hệ giữa người dân với đảng cầm quyền và Nhà nước, bởi vậy, được quy định trong hệ thống pháp luật Việt Nam từ lâu. Tuy nhiên, các quy định này chỉ là một phần trong đạo luật khác, do đó, được nghiên cứu để xây dựng mới từ những năm 2012, nhiều lần sửa đổi, chính lý và bổ sung để rồi được ban hành thành một đạo luật riêng đúng như tên của lĩnh vực, chính thức có hiệu từ ngày 1 tháng 7 năm 2014.
Luật gồm chín chương, 36 điều, quy định về việc công dân có quyền khiếu nại, tố cáo, kiến nghị, phản ánh các vấn đề của bản thân cũng như xã hội đối với cơ quan nhà nước, chủ thể công theo từng địa phương và trung ương, được các chủ thể tiếp nhận, giải quyết và trả kết quả. Các phần gồm quyền và nghĩa vụ của của công dân, chủ thể tiếp công dân, trách nhiệm của người đứng đầu; các vị trí, pháp nhân, thể nhân được trao quyền thực thi luật, tiến hành hoạt động tiếp công dân trong phạm vi cả nước là những nội dung chính. Bên cạnh đó, luật quy định cho nhiều cơ quan, tổ chức của Đảng Cộng sản Việt Nam – đảng cầm quyền – nhằm nêu rõ mức độ quan trọng của vấn đề về tiếp công dân.

## Bối cảnh

### Trước 2012
Ở Việt Nam, "tiếp công dân" thời kỳ đầu được hiểu là việc cơ quan nhà nước tiếp công dân để lắng nghe và xử lý các vấn đề từ yêu cầu của công dân. Văn bản đầu tiên chính thức quy định về công tác tiếp công dân là Nghị định số 89 của Chính phủ năm 1997, ban hành đi kèm là quy chế tổ chức tiếp công dân, trao quyền cho Tổng Thanh tra Nhà nước tổ chức thực hiện; đề cập ở luật đầu tiên là Luật Khiếu nại, tố cáo 1998, rồi Luật Tố cáo 2010, Luật Khiếu nại 2011, liên tiếp được nêu ở nghị định hướng dẫn thi hành luật này năm 2006, 2012, đề án của về đổi mới công tác tiếp công dân 2010 được phê duyệt bởi Phó Thủ tướng Trương Vĩnh Trọng. Bên cạnh các văn bản luật này, một số cơ quan, tổ chức có ban hành văn bản quy định về tổ chức và hoạt động tiếp công dân trong cơ quan, tổ chức mình như Tòa án nhân dân tối cao, Viện kiểm sát nhân dân tối cao, Mặt trận Tổ quốc Việt Nam và các tổ chức thành viên của Mặt trận. Cuối năm 2012, Thanh tra Chính phủ báo cáo tổng kết việc thực hiện công tác tiếp công dân giai đoạn 2008–11 nhằm phục vụ cho việc nghiên cứu xây dựng đề án đổi mới công tác tiếp công dân, theo đó, các cơ quan hành chính nhà nước đã tiếp hơn 1,5 triệu lượt người đến khiếu nại, tố cáo với hơn 830 nghìn vụ việc; trong đó có gần 14 nghìn đoàn đông người với hơn 160 nghìn người, gần 9.000 vụ việc; đã tiếp nhận, xử lý gần 700 nghìn đơn khiếu nại, tố cáo; giải quyết hơn 250 nghìn đơn khiếu nại, tố cáo thuộc thẩm quyền.
Trong quá trình thực thi công tác tiếp công dân, các cơ quan nhà nước và đơn vị nghiên cứu, đánh giá đã đưa ra nhận định về lĩnh vực này theo hướng còn nhiều vướng mắc trong quy định của luật lẫn áp dụng thực tế. Các vấn đề chính là nhận thức của các lãnh đạo bộ, ngành, địa phương chưa đúng, chưa thực sự coi công tác tiếp dân là một trong những nhiệm vụ quan trọng nhằm nâng cao hiệu quả giải quyết khiếu nại, tố cáo, góp phần ổn định chính trị, xã hội, phát huy quyền dân chủ của công dân; quy định pháp luật về tiếp công dân được đặt làm một bộ phận trong các luật khiếu nại, luật tố cáo là chưa đầy đủ, chưa kịp thời, thiếu đồng bộ, chưa tương xứng với tính chất, yêu cầu của công tác này, đặc biệt chưa phân định rõ việc tiếp công dân đến khiếu nại, tố cáo với kiến nghị, phản ánh, chưa làm rõ việc tiếp công dân của người đứng đầu với việc tiếp công dân của công chức, giữa việc tiếp dân thường xuyên với yêu cầu khẩn thiết đối với vụ việc phức tạp, có nhiều người tham gia; chưa gắn việc tiếp công dân với việc theo dõi, kiểm tra, đôn đốc, giải quyết của các cấp, các ngành. Phía đánh giá cho rằng công tác tiếp công dân là hoạt động phức tạp, đòi hỏi nhiều kỹ năng và tuân thủ luật định, trong khi nhiều phần nhân lực tiếp công dân còn yếu, chưa đáp ứng được yêu cầu thực tiễn. Mặt khác, nhiều vấn đề do lịch sử để lại hoặc chính sách, pháp luật về các lĩnh vực nhạy cảm như nhà ở, đất đai, đền bù, giải phóng mặt bằng còn nhiều bất cập nên việc giải thích, trả lời cho công dân gặp nhiều vướng mắc. Những kết luận này đưa ra đề xuất xây dựng một đạo luật mới và riêng biệt về tiếp công dân.

### Soạn thảo, ban hành
Năm 2012, Chính phủ quyết định giao nhiệm vụ nghiên cứu, xây dựng các quy định về tiếp công dân cho Thanh tra Chính phủ, sau đó, Ban soạn thảo và Tổ biên tập dự thảo Luật Tiếp công dân được thành lập do Tổng Thanh tra Huỳnh Phong Tranh làm trưởng ban, với tinh thần xây dựng một đạo luật riêng biệt cho vấn đề tiếp công dân. Ban soạn thảo có thêm các đại diện đến từ Văn phòng Chính phủ, Bộ Công an, Bộ Tư pháp, Ủy ban Kiểm tra Trung ương, Văn phòng Trung ương Đảng, tiến hành nghiên cứu các văn bản pháp luật  trước đó, đánh giá tác động kinh tế, xã hội của dự án, tổ chức các cuộc hội thảo có sự tham gia của các chuyên gia pháp lý, cán bộ quản lý, thanh tra viên có nhiều kinh nghiệm của các bộ, ngành, địa phương để trao đổi về các nội dung của dự án. Bên cạnh đó, đã giới thiệu dự thảo trên cổng thông tin điện tử của Thanh tra Chính phủ để lấy ý kiến người dân, gửi hồ sơ dự án để Bộ Tư pháp thẩm định pháp lý rồi hoàn thiện và trình Chính phủ vào đầu năm 2013. Dự thảo luật trình lần đầu được thảo luận ở Ủy ban Thường vụ Quốc hội trong phiên họp thứ 16 đầu năm 2013, gồm 10 chương, 71 điều, dự kiến trình Quốc hội ở kỳ họp thứ năm nhưng bị bác bỏ, nhận đánh giá là chưa đáp ứng yêu cầu thực tế, cần chỉnh lý theo hướng bỏ các điều khoản "vòng vèo" về hệ thống tiếp công dân, chưa rõ quyền "được tiếp" công dân. Sau đó, dự thảo được sửa đổi, trình Thường vụ lần thứ hai vào tháng 8 năm 2013, tiếp tục chỉnh lý và trình Quốc hội trong kỳ hợp thứ sáu, được thông qua với tỷ lệ tán thành là 84,14% vào ngày 25 tháng 11 năm 2013.

## Cấu trúc
Luật có chín chương, 36 điều, thay thế và chấm dứt hiệu lực của một bộ phận các quy định về tiếp công dân trước đó bao gồm những quy định về tiếp công dân tại Chương V, Luật Khiếu nại, tố cáo 1998 đã được sửa đổi, bổ sung một số điều theo Luật số 26/2004/QH11, Luật số 58/2005/QH11, và Chương V, Luật Khiếu nại 2011, từ ngày 1 tháng 7 năm 2014.
| Chương | Tên | Điều  | Tổng |
| ------ | --- | ----- | ---- |
| I      | Những quy định chung | 1–6   | 6    |
| II     | Quyền và nghĩa vụ của người đến khiếu nại, tố cáo, kiến nghị, phản ánh; trách nhiệm của người tiếp công dân                                     | 7–9   | 3    |
| III    | Tiếp công dân tại trụ sở tiếp công dân ở trung ương, trụ sở tiếp công dân cấp tỉnh, trụ sở tiếp công dân cấp huyện; việc tiếp công dân ở cấp xã | 10–15 | 6    |
| IV     | Tiếp công dân tại cơ quan hành chính nhà nước; tại tòa án nhân dân, viện kiểm sát nhân dân, kiểm toán nhà nước                                  | 16–19 | 4    |
| V      | Tiếp công dân của các cơ quan của Quốc hội, đại biểu Quốc hội, của Hội đồng nhân dân và đại biểu Hội đồng nhân dân các cấp                      | 20–23 | 4    |
| VI     | Hoạt động tiếp công dân của cơ quan, tổ chức, cá nhân                                                                                           | 24–28 | 5    |
| VII    | Trách nhiệm tiếp và xử lý trường hợp nhiều người cùng khiếu nại, tố cáo, kiến nghị, phản ánh về một nội dung                                    | 29–32 | 4    |
| VIII   | Điều kiện bảo đảm cho hoạt động tiếp công dân                                                                                                   | 33–34 | 2    |
| IX     | Hiệu lực thi hành | 35–36 | 2    |
| 9      | Tổng cộng | 36    | 36   |

## Nội dung chính
Với nguyên tắc dựng luật là tạo cơ sở pháp lý, thống nhất về tổ chức, hoạt động tiếp công dân của các cơ quan, tổ chức có trách nhiệm này, do đó, luật định phạm vi điều chỉnh gồm những vấn đề cơ bản nhất về tổ chức và hoạt động tiếp công dân, gồm các cơ quan, tổ chức có trách nhiệm tiếp công dân, quyền và nghĩa vụ của công dân và trách nhiệm của người tiếp công dân, trụ sở tiếp công dân, trình tự, thủ tục tiếp công dân; các điều kiện đảm bảo cho hoạt động tiếp công dân như kinh phí, chế độ chính sách đối với người tiếp công dân. Ngoài ra, luật cũng quy định việc tiếp đại diện của cơ quan, tổ chức, lẫn người nước ngoài đến khiếu nại, tố cáo, kiến nghị, phản ánh (gọi tắt là "trình vấn đề"). Các chủ thể có trách nhiệm tiếp công dân là khối cơ quan nhà nước, chủ thể công tổ chức việc tiếp công dân phù hợp với yêu cầu, quy mô, tính chất hoạt động của mình.

### Quyền, nghĩa vụ của các chủ thể
—Luật 42/2013/QH13, khoản 1 Điều 2.
Với công dân, khi đến nơi tiếp công dân thì có các quyền là: trình bày về nội dung vấn đề gồm khiếu nại, tức đề nghị xem xét lại các tác động hành chính của cơ quan công quyền, chủ thể công khi có căn cứ cho rằng tác động đó là trái pháp luật, xâm phạm quyền, lợi ích hợp pháp của mình; tố cáo, tức báo rằng có hành vi vi phạm pháp luật của chủ thể nào đó đã gây thiệt hại tới lợi ích của Nhà nước, quyền, lợi ích hợp pháp của công dân; hoặc kiến nghị, phản ánh các vấn đề xã hội khác. Công dân được hướng dẫn, giải thích về những nội dung liên quan của mình; nhận thông báo về việc tiếp nhận, kết quả xử lý vấn đề đã trình. Trường hợp người trình vấn đề không sử dụng thông thạo tiếng Việt thì có quyền sử dụng người phiên dịch, và cũng được phép khiếu nại, tố cáo chính người tiếp công dân nếu họ có hành vi vi phạm pháp luật. Tương ứng với các quyền, người trình vấn đề có nghĩa vụ là: nêu rõ thông tin cá nhân, xuất trình giấy tờ tuỳ thân; cần có thái độ đúng mực, trình bày trung thực sự việc, cung cấp thông tin, tài liệu liên quan đến nội dung vấn đề; cần ký hoặc điểm chỉ xác nhận những nội dung trình bày đã được ghi chép lại; bên cạnh đó là nghiêm chỉnh chấp hành nội quy tiếp công dân và hướng dẫn của người tiếp công dân; và chịu trách nhiệm trước pháp luật về nội dung khiếu nại, tố cáo của mình.
Với các chủ thể tiếp công dân thì có trách nhiệm là tôn trọng nguyên tắc luật định, tôn trọng công dân thông qua trang phục, hành vi như: trang phục chỉnh tề, có đeo thẻ vị trí, phù hiệu theo quy định; yêu cầu người đến trình vấn đề nêu rõ thông tin, giấy tờ tùy thân, tiếp nhận vấn đề, thụ lý vụ việc. Người tiếp công dân theo quy định thì phải có thái độ đúng mực, lắng nghe, tiếp nhận đơn trình vấn đề hoặc ghi chép đầy đủ, chính xác nội dung mà người đến trình bày. Bên tiếp công dân sẽ tiến hành giải thích, hướng dẫn cho công dân chấp hành chủ trương, đường lối, chính sách, pháp luật, kết luận, quyết định giải quyết đã có hiệu lực pháp luật của cơ quan có thẩm quyền; hướng dẫn công dân đến đúng cơ quan hoặc người có thẩm quyền giải quyết; trực tiếp xử lý hoặc thực hiện các bước nhằm chuyển vụ việc tới chủ thể đúng nhằm giải quyết, rồi thông báo kết quả cho công dân. Trường hợp có chủ thể vi phạm nội quy nơi tiếp công dân thì người tiếp công dân căn cứ tình hình để giải quyết, có thể lập biên bản về việc vi phạm và yêu cầu cơ quan chức năng xử lý theo quy định của pháp luật. Các quy định này nhằm nâng cao trách nhiệm của cán bộ, công chức trong hoạt động tiếp công dân, đồng thời đảm bảo thiết lập trật tự kỷ cương tại nơi tiếp công dân và ngăn chặn trường hợp lợi dụng quyền khiếu nại, tố cáo để gây rối trật tự công cộng.

### Trách nhiệm của người đứng đầu
Để giảm thiểu, tránh trường hợp người đứng đầu cơ quan chưa thật sự quan tâm đến công tác tiếp dân, chưa nghiêm túc thực hiện nhiệm vụ trực tiếp tiếp công dân theo quy định của pháp luật, nâng cao trách nhiệm của người đứng đầu cơ quan nhà nước lẫn tổ chức chính trị trong công tác này, luật đã quy định cụ thể trách nhiệm của họ. Yêu cầu người đứng đầu lãnh đạo, chỉ đạo, tổ chức công tác tiếp công dân của cơ quan mình, gồm: ban hành nội quy, quy chế; bố trí địa điểm thuận lợi cho công việc, bảo đảm cơ sở vật chất; phân công nhân lực tiến hành công việc này một cách thường xuyên; phối hợp chặt chẽ với các chủ thể liên quan để xử lý vụ việc nhiều người cùng trình vấn đề về một nội dung; chịu trách nhiệm về quyền quản lý của mình trước cấp trên và pháp luật. Có quy định về khoảng thời gian cho thể nhân này, cụ thể là người đứng đầu phải trực tiếp thực hiện việc tiếp công dân ít nhất một ngày trong một tháng, tiếp công dân đột xuất trong các trường hợp như: vụ việc gay gắt, phức tạp, có nhiều người tham gia, liên quan đến trách nhiệm của nhiều chủ thể; đặc tính có thể gây ra hậu quả nghiêm trọng hoặc có thể dẫn đến hủy hoại tài sản của Nhà nước, xâm hại đến tính mạng, tài sản của người dân, ảnh hưởng đến an ninh, chính trị, trật tự, an toàn xã hội. Ngoài ra, khi tiếp công dân, người đứng đầu cơ quan phải có ý kiến trả lời về việc giải quyết vụ việc, trường hợp chưa trả lời ngay được thì chỉ đạo hệ thống thuộc quyền quản lý của mình để giải quyết và thông báo thời gian trả lời cho công dân.

### Vị trí tiếp công dân
Luật định về vị trí tiếp công dân, gồm trụ sở tiếp công dân từ trung ương cho đến ba cấp tỉnh, huyện, xã của địa phương. Ban tiếp công dân trung ương thuộc Thanh tra Chính phủ, có trụ sở tiếp công dân ở trung ương, các cấp địa phương có ban tiếp công dân do Ủy ban nhân dân các cấp thành lập, trực thuộc Văn phòng Ủy ban nhân dân các cấp tương ứng. Ở cấp xã, việc tiếp công dân của cấp ủy, Hội đồng nhân dân, Ủy ban nhân dân cấp xã được thực hiện tại trụ sở Ủy ban nhân dân, do Chủ tịch Ủy ban nhân dân cấp xã trực tiếp phụ trách công tác tiếp công dân. Ở phía cơ quan lập pháp, luật định Ủy ban Thường vụ Quốc hội có trách nhiệm chỉ đạo, điều hòa, phối hợp và tổ chức việc tiếp công dân của các cơ quan của Quốc hội, đại biểu Quốc hội. Ban Dân nguyện thuộc Ủy ban thường vụ Quốc hội có trách nhiệm giúp việc trong việc tổ chức công tác tiếp công dân của các cơ quan của Quốc hội, đại biểu Quốc hội; đại diện cho các cơ quan của Quốc hội thực hiện tiếp công dân thường xuyên tại trụ sở tiếp công dân ở trung ương và địa điểm tiếp công dân của Quốc hội. Bên cạnh đó, Hội đồng Dân tộc, các Ủy ban của Quốc hội được giao quyền phân công đại diệ tiếp công dân đến trình vấn đề, nghiên cứu và xử lý vấn thuộc lĩnh vực của mình; và phối hợp với Ban Dân nguyện cùng các cơ quan hữu quan trong việc tiếp công dân khi cần thiết. Về phía đại biểu Quốc hội thì thực hiện việc tiếp công dân tại trụ sở tiếp công dân cấp tỉnh hoặc nơi tiếp công dân do đoàn đại biểu Quốc hội bố trí theo sự phân công của trưởng đoàn hoặc khi thấy cần thiết. Hoạt động tiếp công dân được quy định cho cả Đảng và Nhà nước, là một trong số ít những đạo luật có quy định trực tiếp cho Đảng Cộng sản Việt Nam:
"Trụ sở tiếp công dân ở trung ương được đặt tại Hà Nội và Thành phố Hồ Chí Minh, là nơi tiếp công dân đến khiếu nại, tố cáo, kiến nghị, phản ánh với các cơ quan trung ương của Đảng, Chủ tịch nước, các cơ quan của Quốc hội, Chính phủ".
"Văn phòng Trung ương Đảng, Ủy ban Kiểm tra Trung ương, Ban Nội chính Trung ương, Văn phòng Chủ tịch nước, Văn phòng Chính phủ, Ban Dân nguyện thuộc Ủy ban Thường vụ Quốc hội cử đại diện phối hợp cùng Ban tiếp công dân trung ương thực hiện việc tiếp công dân thường xuyên tại Trụ sở tiếp công dân ở trung ương".

### Hoạt động tiếp công dân
Trước hết là công khai hoạt động tiếp công dân, do ban tiếp công dân các cấp tiến hành, niêm yết công khai tại trụ sở về lịch tiếp công dân của lãnh đạo các cơ quan Đảng và Nhà nước ở Trung ương hoặc địa phương, chịu sự giám sát của cơ quan tương ứng. Tiến trình tiến hành gồm các bước: thứ nhất là, tiếp nhận và xử lý bước đầu nội dung vấn đề, ghi chép nội dung cần thiết; thứ hai là, phân loại, tự xử lý theo thẩm quyền hoặc chuyển nội dung khiếu nại, tố cáo đến cơ quan, người có thẩm quyền thụ lý, giải quyết trong quá trình tiếp công dân; thứ ba là trả kết quả, trả lời cho công dân. Có các trường hợp như: nếu vấn đề thuộc thẩm quyền giải quyết của chủ thể tiếp công dân và đủ điều kiện thụ lý thì thu thập thông tin, trực tiếp thụ lý; nếu không thuộc thẩm quyền thì hướng dẫn người dân đến cơ quan thích hợp. Trường hợp công dân trình vấn đề thuộc thẩm quyền của cấp dưới mà chưa được giải quyết lên cấp trên thì cấp trên yêu cầu cấp dưới nhanh chóng tiến hành; khi vấn đề của công dân đã được giải quyết đúng chính sách, pháp luật thì người tiếp công dân giải thích, hướng dẫn để người đến khiếu nại, tố cáo chấp hành nghiêm chỉnh quyết định giải quyết khiếu nại, quyết định xử lý hành vi vi phạm bị tố cáo và yêu cầu công dân chấm dứt việc khiếu nại, tố cáo. Ngoài ra, trường hợp nhiều công dân trình về cùng một vấn đề thì yêu cầu một hoặc một số người đại diện từ công dân, do trưởng ban tiếp công dân trực tiếp xử lý, phối hợp các cơ quan liên quan trong tình huống vụ việc phức tạp, luật giao cho cơ quan công an phụ trách đảm bảo an ninh trật tự, bảo vệ công dân và cơ quan tiếp công dân trong các tình huống phát sinh, bên cạnh đó, quy định cụ thể rằng Tổng Thanh tra Chính phủ, Bộ trưởng Bộ Công an phải hướng dẫn, kiểm tra, đôn đốc các cấp địa phương trong việc xử lý trường hợp nhiều người cùng trình về một nội dung; Chủ tịch Hà Nội, Thành phố Hồ Chí Minh hỗ trợ, phối hợp với Thanh tra Chính phủ, Bộ Công an trong việc xử lý trường hợp này tại trụ sở tiếp công dân ở trung ương khi được yêu cầu.